# Jānis Škincs
Jānis Škincs (ur. 27 października 1911 w Lipawie, zm. 16 listopada 1987 tamże) – łotewski piłkarz występujący na pozycji napastnika, reprezentant Łotwy w latach 1931–1935.

## Kariera klubowa
Grę w piłkę nożną na poziomie seniorskim rozpoczął w 1928 roku w Olimpiji Lipawa. Z klubem tym wywalczył trzykrotnie tytuł mistrza Łotwy (1928, 1929, 1933) oraz trzykrotnie zwyciężył w rozgrywkach o Puchar Rygi, będących pierwowzorem Pucharu Łotwy. W sezonie 1935 występował w Rīgas FK, gdzie zdobył mistrzostwo kraju. W 1936 roku grał w zespole Universitātes Sports, by rok później powrócić do Rīgas FK. W 1939 roku zakończył karierę.

## Kariera reprezentacyjna
28 maja 1931 zadebiutował w reprezentacji Łotwy w przegranym 0:1 towarzyskim meczu z Estonią w Rydze. We wrześniu tego samego roku, również w spotkaniu przeciwko Estonii (1:3) w ramach Baltic Cup, zdobył pierwszą bramkę w drużynie narodowej. Ogółem w latach 1931-1935 rozegrał w reprezentacji 11 meczów i zdobył 3 gole.

### Bramki w reprezentacji
| LP | Data             | Miejsce                    | Przeciwnik | Bramka | Rezultat | Ranga meczu     |
| -- | ---------------- | -------------------------- | ---------- | ------ | -------- | --------------- |
| 1. | 1 września 1931  | Kadrioru staadion, Tallinn | Estonia    | 1:1    | 1:3      | Baltic Cup 1931 |
| 2. | 27 września 1931 | Stadion JKS, Ryga          | Estonia    | 1:1    | 2:1      | Mecz towarzyski |
| 3. | 15 września 1935 | Stadion Miejski, Łódź      | Polska     | 1:0    | 3:3      | Mecz towarzyski |

## Sukcesy
Olimpija Lipawa
- mistrzostwo Łotwy: 1928, 1929, 1933
- Puchar Rygi: 1928, 1929, 1930

Rīgas FK
- mistrzostwo Łotwy: 1935